# Kôbô-Daishi, le poisson qui visita mon grenier
Kôbô-Daishi, le poisson qui visita mon grenier (屋根うらべやにきた魚) est un livre pour enfants de Haruo Yamashita, publié originellement au Japon chez Iwanami Yonenbunko en 1981. La traduction française de Nicole Coulom est parue chez L'École des loisirs en 1986.
Le livre est illustré par 21 dessins de Daihachi Oota dont trois sont mis en couleur (sur la couverture et la quatrième de couverture).

## Résumé
Un jeune garçon vit sur une maison flottante avec son père, pisciculteur, sur la rive d'une île japonaise isolée. Depuis sa chambre, située au grenier, il peut plonger dans la mer grâce à un vieux toboggan récupéré. Une nuit, attiré par des bruits, il se rend compte que des animaux marins viennent s'amuser sur la pente. Il rencontre alors un poisson parlant nommé Kôbô-Daishi, certes savant, mais qui va lui attirer quelques ennuis...